# Joyce Borden Baloković
Joyce Borden Baloković (Chicago, 21. travnja 1897. – Camden, 18. listopada 1971.):str. 21. autorica, kapetanica broda Northern Light, pjevačica, začetnica Kupa Baloković, supruga violinista Zlatka Balokovića, zajedno s njime osnivačica Zaklade za stipendije Zlatko i Joyce Baloković. 
Joyce Baloković je napisala dvije knjige o religioznoj filozofiji “Prema središtu” “Toward the Center” i “I iz tog središta” “And From That Center,” te autobiografiju sebe i svog supruga “Raspjevana krila” “Singing Wings.” Bila je sestra spisateljice Mary Borden Spears jedan brat joj je bio misionar William Whiting Borden, a najstariji John Borden kapetan korvete.:str. 23.

## Kup Baloković
Kup Baloković jedri se već 90 godina.
„U kolovozu 1931. jugoslavenski violinist Zlatko Baloković održao je tri koncerta u Aucklandu. Stigao je ženinom 250-tonskom jahtom Northern Light opremljenom škunom. Madam Baloković, nasljednica iz Chicaga, bila je iskusna jahtašica. Odlučila je obilježiti svoj posjet uručenjem srebrnog pehara, Baloković cup-a, za utrku na moru od 300 milja koju će voditi Akarana Yacht Club. Prva regata Kupa Baloković započela je na SI povjetarcu punim jedrima iz sudačke zaljeva u 19:45 u petak, 15. siječnja 1932.“

## Zaklada za stipendije Zlatko i Joyce Baloković
„Kako je bračni par Baloković još za Zlatkova života odlučio da će Guarnerijevu violinu i četiri gudala darovati Jugoslavenskoj akademiji znanosti i umjetnosti, dok će se sredstvima od prodaje druge dvije violine i gudala osnovati Fond za stipendije Zlatko i Joyce Baloković (Zlatko i Joyce Baloković Scholarship Fund) za poslijediplomski studij studenata iz Hrvatske na sveučilištu Harvard. Izvjestan dio Zlatkove dokumentacije Joyce je odmah nakon njegove smrti darovala Useljeničkom arhivu (Immigrant Archives) na Sveučilištu u Minnesoti. Sljedeće godine, u pismu od 25. srpnja upravitelju Harvarda, Joyce je priložila ček od 50.000 USD i kasnije još jedan na isti iznos za utemeljenje Fonda, uz napomenu da će pravo odabira kandidata za studij u Americi imati Jugoslavenska, danas Hrvatska akademija znanosti i umjetnosti.“:str. 109.
Joyce Borden Balković umrla je u svom domu u Hillside Farmu u Camdenu 18. listopada 1971. Prema njenoj želji Joyce je pokopana u Zagrebu u grobnici obitelji Baloković na groblju Mirogoj, 8. prosinca 1971. Pred smrt oporučno je ostavila 34 umjetnine Jugoslavenskoj (danas Hrvatskoj) akademiji znanosti i umjetnosti. Zbirka Zlatka i Joyce Baloković zaprimljena je 26. rujna 1972.:str. 114.